# Alfred Pringsheim
Alfred Pringsheim (Ohlau (Silesia), actual Oława (Polonia), 2 de septiembre de 1850 - Zúrich, 25 de junio de 1941) fue un matemático, coleccionista de arte e intelectual alemán, suegro de Thomas Mann.

## Biografía
Pringsheim era hijo de un rico industrial de la construcción judío, que se había convertido al protestantismo con toda la familia cuando sus hijos eran todavía pequeños. El padre había hecho su fortuna con la explotación del monopolio de los ferrocarriles de vía estrecha en la minería de Silesia. Hizo sus estudios secundarios en Breslavia, donde se apasionó por las matemáticas, el arte y la música, convirtiéndose en un excelente pianista. Apreciaba la música de Richard Wagner, con quien estableció una fuerte relación de amistad, a pesar de la diferencia de edad entre ambos (más de treinta y cinco años).
Empezó sus estudios universitarios en matemáticas en 1868 en Berlín, donde recibió la influencia de Karl Weierstrass, pero los finalizó en la Universidad de Heidelberg, en la cual se doctoró en matemáticas con una tesis dirigida por Leo Königsberger. En 1877 obtuvo la habilitación para la docencia en la Universidad de Múnich, donde permaneció el resto de su vida académica hasta que se retiró en 1922.
En 1879 se casó con la actriz Hedwig Pringsheim (Dohm de soltera), hija de Ernst Dohm, un conocido periodista de Berlín, y de Hedwig Dohm (nacida Schlesinger o, abreviadamente como ella firmaba, Schleh), también conocida escritora y activista feminista. Tuvieron cinco hijos: Erik, Peter, Heinz y los gemelos Klaus y Katia. Peter fue profesor de física, Klaus fue compositor, pianista y director de orquesta empezando su carrera musical con el amigo de la familia Gustav Mahler, cuando era director de la Ópera de Viena y siendo un gran amigo de Franz Beidler. Su hija fue conocida como Katia Mann al casarse con el escritor Thomas Mann, después de dejar sus estudios de física y matemáticas.
Pringsheim era inmensamente rico y se hizo construir el 1894 un palacio en el bello centro de Múnich, frente a la misma Königsplatz. En su centro había una gran sala de música decorada con pinturas de Hans Thoma. El palacio se convirtió en un tipo de museo privado, en el cual se exhibía una extensa colección de mayólica, una rica colección de copas de oro y plata, estatuas antiguas y cristianas, pinturas del Renacimiento italiano y los retratos de la familia hechos por los afamados pintores muniqueses Friedrich August von Kaulbach y Franz von Lenbach. Por el palacio circulaba toda la intelectualidad de la ciudad, desde músicos como Richard Strauss hasta arqueólogos como Adolf Furtwängler (padre del director de orquesta Wilhelm Furtwängler), pasando por pintores, físicos o matemáticos.
Toda esta vida de cultura y riqueza se acabó para el matrimonio Pringsheim en 1933 con la llegada de los nazis al poder y la declaración de la familia como no aria. En 1935 se vieron obligados a vender el palacio al partido Nazi, que lo derruyó para construir un edificio administrativo del partido. En 1938, la Gestapo les confiscó la colección de plata. Y, finalmente, en 1939 la colección de mayólica fue subastada por Sotheby's en Londres, quedándose el estado alemán la mayor parte del precio obtenido. Hoy en día todas estas colecciones se encuentran por museos de todo el mundo.
Con el dinero que sobró de la subasta de Londres y con la ayuda de Winifred Wagner (nuera del compositor), consiguieron huir a Suiza, instalándose en Zúrich donde murieron a los pocos años: Alfred en 1941 y su mujer, Hedwig, en 1942.